# (3824) Brendalee
(3824) Brendalee (1929 TK) – planetoida z grupy pasa głównego asteroid okrążająca Słońce w ciągu 3 lat i 141 dni w średniej odległości 2,25 j.a. Odkrył ją Clyde Tombaugh 5 października 1929 roku.